# Hrubá Vrbka
Hrubá Vrbka (německy Gross Wrbka) je obec v okrese Hodonín v Jihomoravském kraji, 11 km jihovýchodně od Veselí nad Moravou. Leží v horňácké oblasti Moravského Slovácka na úpatí Bílých Karpat v nadmořské výšce 257 m n. m. na katastrální ploše 1318 ha. Žije zde 604 obyvatel.

## Historie
Stopy osídlení na území obce a v jejím bezprostředním okolí sahají až do 4. století př. n. l. V posledních letech zde probíhá zjišťovací archeologický průzkum, který přinesl velmi zajímavé nálezy trvalého germánského a keltského osídlení.
Obec Hrubá Vrbka patří k nejstarším na Horňácku. V písemných pramenech se prvně objevuje v roce 1360, kdy se v zemských deskách připomíná vladyka Hertlín z Vrbky, syn Lubomírův (Hertlo de Wirbka filius Lubomiri), který ji prodal panu Peškovi z Veletin. Tehdy se ovšem obec nazývala ještě Velká Vrbka nebo prostě jen Vrbka. Nedlouho poté přešla do majetku strážnické větve rodu pánů z Kravař, kteří ji záhy začlenili do strážnického panství. Sousední obce Kuželov a Malá (původně zvaná Zedraná) Vrbka naopak příslušely k panství veselskému, později k panství ostrožskému. V majetku Kravařů Strážnice a přilehlé panství zůstaly až do roku 1486, kdy je od Alžběty z Kravař koupil Jan ze Žerotína a Fulneka. Alžběta byla nejmladší dcerou Jiřího z Kravař, posledního mužského zástupce strážnické větve pánů z Kravař.
Žerotínové se poté na Strážnici udrželi až do doby třicetileté války. Patřili mezi velké příznivce Jednoty bratrské, jejímž střediskem se obec stala. Po bitvě na Bílé hoře se poslední držitel Strážnice z rodu pánů ze Žerotína Jan Jetřich spolu s ostatními nekatolíky ocitl na „černé listině“. Na základě rekatolizačních dekretů a Obnoveného zřízení zemského vydaných císařem Ferdinandem II. Habsburským byl přinucen Strážnici opustit. Strážnické panství v roce 1628 za 200 000 zlatých rýnských koupil svobodný pán (od roku 1637 hrabě) František z Magni. Magnisové strážnické panství spravovali až do roku 1945, kdy na základě tzv. Benešových dekretů přešlo do rukou státu.
V roce 1663 byla obec zničena Turky, v roce 1704 vydrancovaná Kuruci.
Ke konci kuruckých válek Martin Polčák z Hrubé Vrbky zběhl od zemských husarů a utvořil zbojnickou skupinu, jejímž byl hejtmanem. Proslul na jihovýchodní Moravě podobně jako Ondráš a Juráš v Beskydech a Jánošík na Slovensku. Chudina se zbojníky sympatizovala, úřady je však pronásledovaly. 21. května 1710 na zbojníky v horách udeřili husaři, Martin Polčák byl sestřelen z koně a jeho mrtvola byla dovezena do Strážnice, kde byla vystavena na pranýř, potom rozčtvrcena a každý kus na jiné straně města vyvěšen na postrach.
V době nacistické okupace docházelo k aktivnímu protifašistickému boji horňáckých obyvatel, spočívající především v tajném převádění bývalých vojáků a politiků přes hranice do „Slovenského státu“, odkud tito putovali dále na západ či východ, aby se aktivně účastnili boje proti nacistickému Německu. Z Hrubé Vrbky pochází biskup Gorazd (vl. jménem Matěj Pavlík, 1879–1942), biskup pravoslavné církve, národní mučedník, který byl pravoslavnou církví prohlášen za svatého. Biskup Gorazd byl popraven během heydrichiády za ukrývání atentátníků v pravoslavném kostele sv. Cyrila a Metoděje v Praze. Na uctění jeho památky byla 22. září 1946 na jeho rodném domku (čp. 49) odhalena pamětní deska.

## Obecní správa a politika

### Znak a vlajka
V roce 2005 byl obci rozhodnutím předsedy Parlamentu ČR udělen obecní znak a vlajka.
- Znak tvoří polcený štít, pravé pole červeno-modře dělené, nahoře stříbrná zavinutá střela (z erbu pánů z Kravař, kterým Hrubá Vrbka patřívala po roce 1385), dole stříbrný doleva obrácený vinařský nůž - kosíř s rukojetí přirozené barvy a vztyčené stříbrné krojidlo, v levém zlatém poli vrba přirozené barvy.
- Vlajku tvoří dva vodorovné pruhy, žlutý a modrý, v poměru 2:1. Ve žlutém pruhu zelená vrba s hnědým kmenem. Díky figuře vrby jsou oba symboly mluvícími znameními.

## Pamětihodnosti
V obci se nachází památková zóna lidové architektury v zachovalém půdorysu typické horňácké dědiny z 18. a 19. století. Ve středu obce se nachází obecní budovy (obecní úřad, pošta, kulturní dům), obchod a typická zvonička - kamenná nabílená zvonice čtvercového půdorysu a jehlancovité střechy, která pochází z konce 17. století. V obci se dochovaly památky lidových hospodářských staveb z 18. a 19. století - několik návesních komor a dlouhé řady stodol z kamene a nepálených cihel (tzv. kotovic), které stojí z obou stran za obcí. Tato oblast je vyhlášena jako památkově chráněná zóna.
- Kostel církve českobratrské evangelické. Byl vystavěn jako toleranční kostel v roce 1782, v roce 1904 byla přistavěna věž.
- Rodný dům biskupa Gorazda, který byl popraven nacisty během heydrichiády za ukrývání atentátníků v pravoslavném kostele sv. Cyrila a Metoděje v Praze.
- Pravoslavný klášter, Monastýr svatého Gorazda
- Vrbecké muzeum Dr. Práška, původně židovský dům
- Národní přírodní rezervace Čertoryje

## Osobnosti
- Svatý Gorazd II. (1879–1942), biskup pravoslavné církve
- Luboš Holý (1930–2011), folklórní zpěvák a vysokoškolský pedagog
- Martin Řehák (1933–2010), československý atlet
- Martin Hrbáč (* 1939), folklorista, zpěvák houslista a primáš

## Galerie

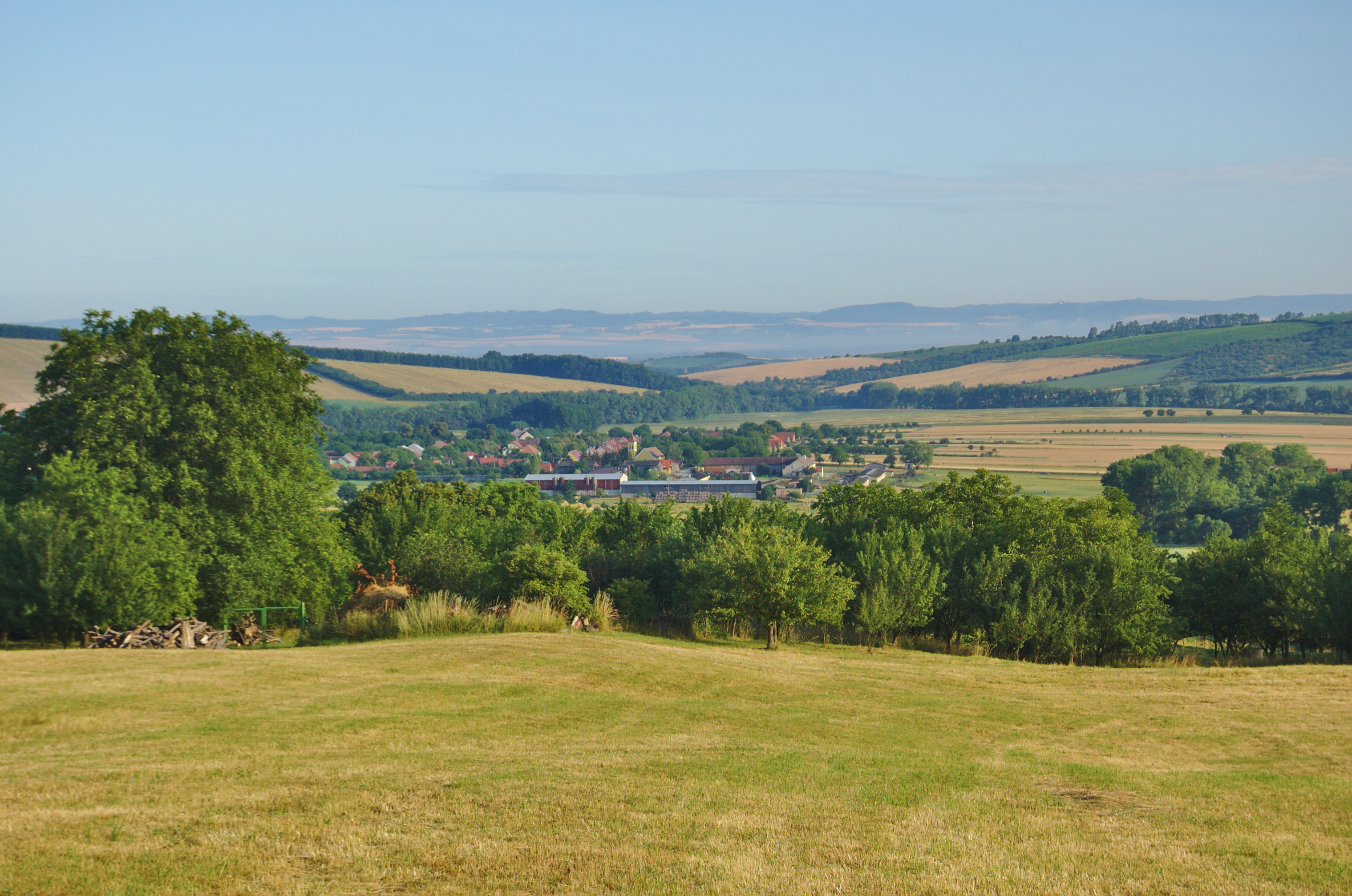
Celkový pohled na vesnici od Kuželova
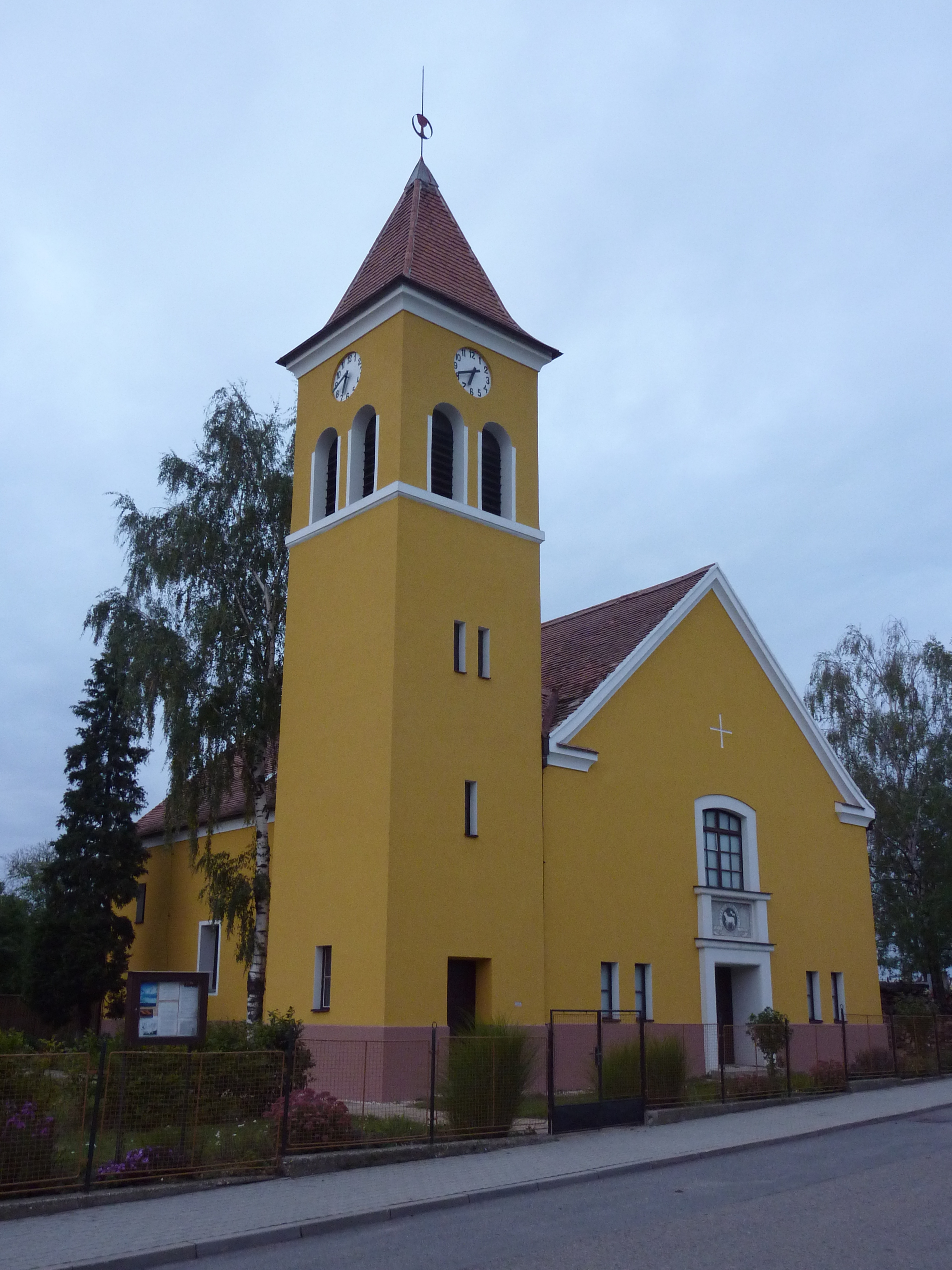
Evangelický kostel
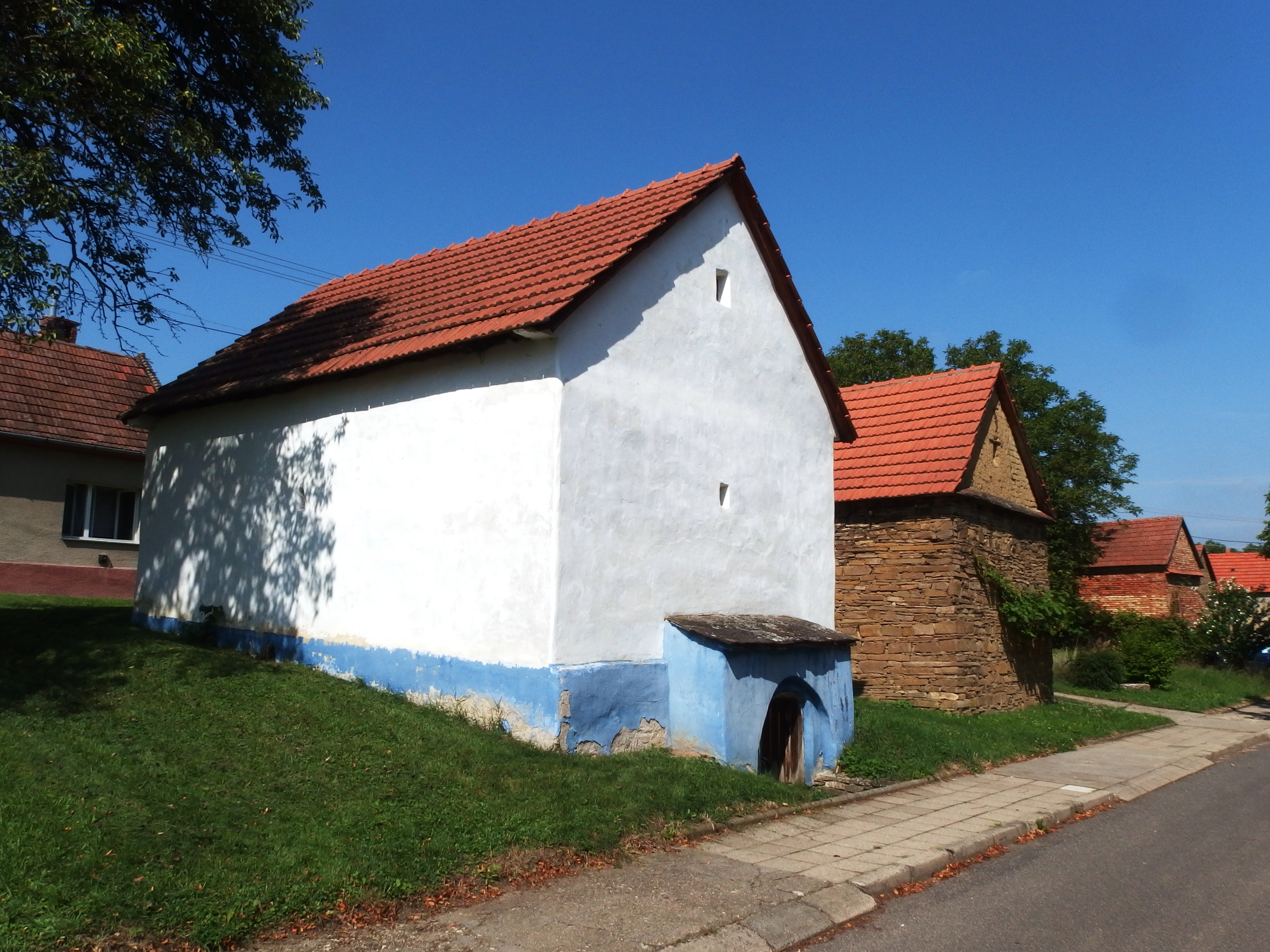
Památkově chráněné komory na návsi
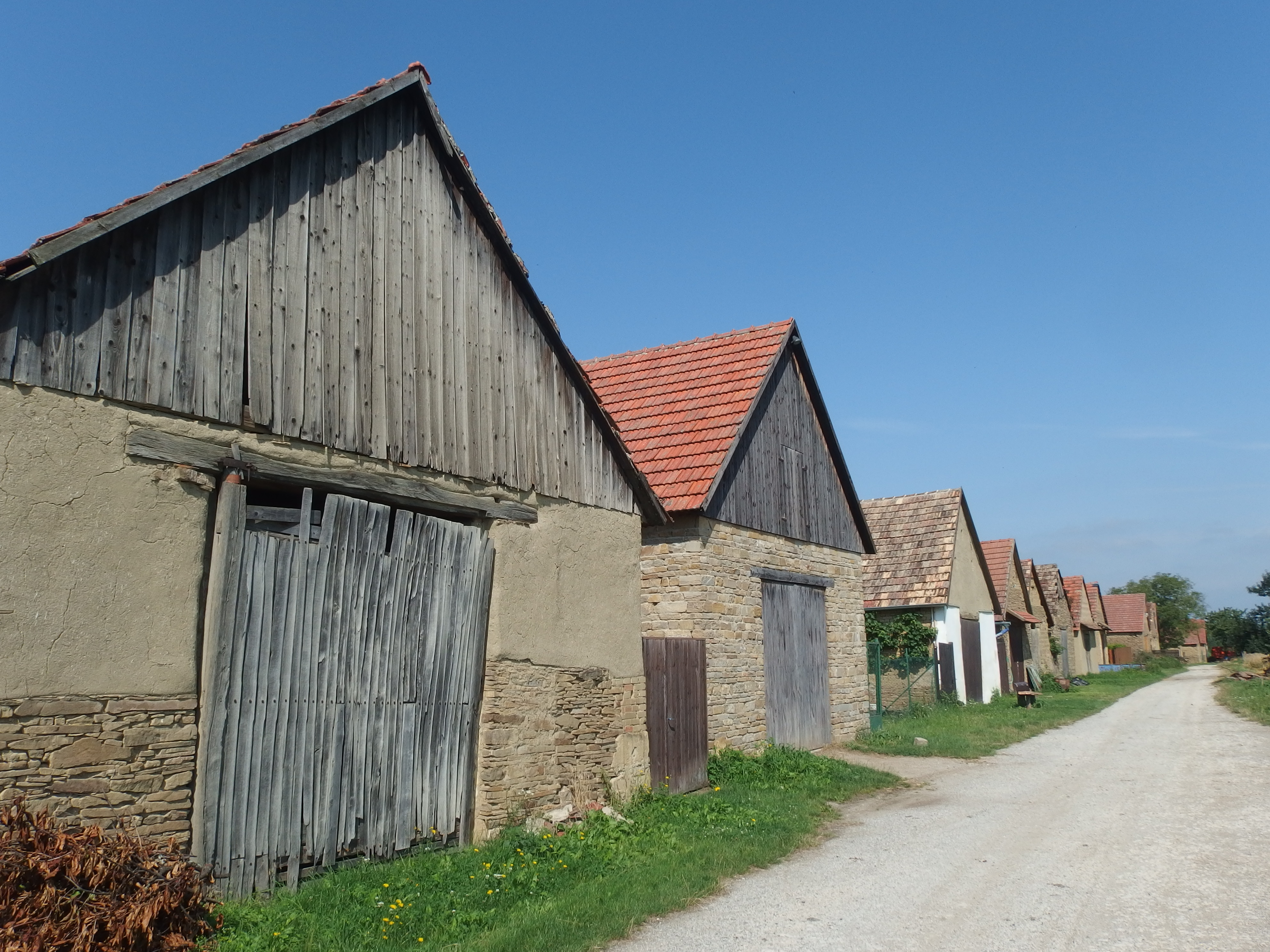
Soubor historických stodol
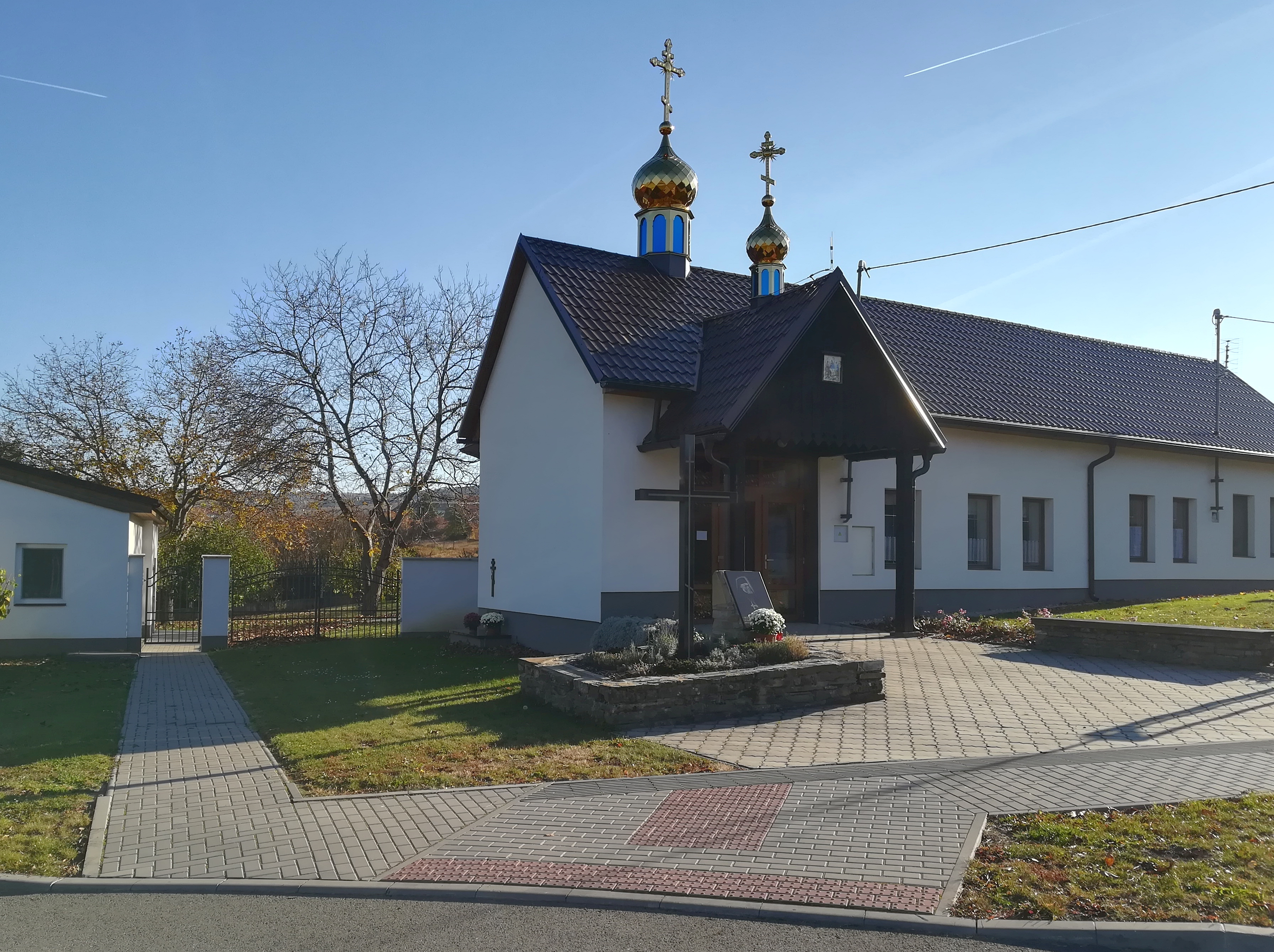
Pravoslavný monastýr sv. Gorazda
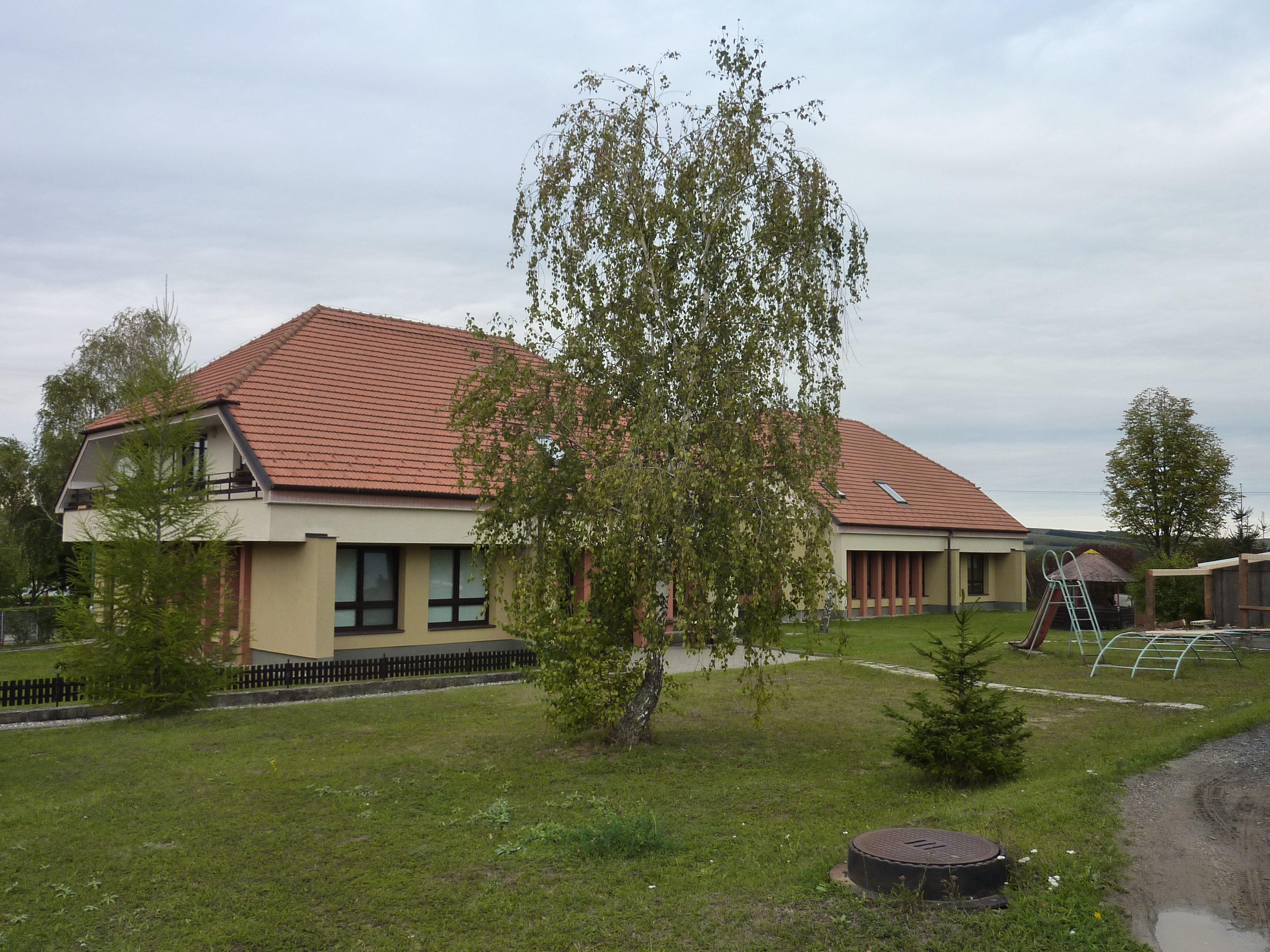
Mateřská škola